# آخرین شلیک
آخرین شلیک (انگلیسی: The Last Shot) فیلمی در ژانر کمدی و اکشن به کارگردانی جف ناتانسون است که در سال ۲۰۰۴ منتشر شد.

## بازیگران
- متیو برودریک
- الک بالدوین
- تونی کولت
- تیم بلیک نلسون
- ری لیوتا
- کالیستا فلوکهارت
- باک هاردینگ
- تونی شالهوب
- ایان گومز
- جیمز ریبورن
- اریک رابرتز
- گلن مورشور
- جون کیوسک
- جاون پالیتو
- پت موریتا
- رابرت آوانس
- راسل مینز
- دبلیو ارل براون